# Valhalla (phim 1986)
Valhalla là một phim hoạt họa đồng thoại do Peter Madsen và Jeffrey James Varab đạo diễn, xuất bản ngày 10 tháng 10 năm 1986 tại København.

## Lịch sử
Truyện phim được xây dựng dựa trên bộ ba tranh truyện Sói sầu, Quắc phiêu lưu kí và Đường đi Ấp Lục. Đến nay, bộ phim liên tục được liệt hạng xuất phẩm điện ảnh kinh điển nhất Đan Mạch và Bắc Âu.

## Diễn xuất
Đan ngữ
- Dick Kaysø as Thor
- Preben Kristensen as Loki
- Laura Bro as Røskva
- Marie Ingerslev as Tjalfe
- Nis Bank-Mikkelsen as Odin / Útgarða-Loki
- Benny Hansen as Hymir
- Olaf Nielsen as Rolf
- Thomas Eje as Quark
- Claus Ryskjær as Hugin
- Kirsten Rolffes as Munin
- Jesper Klein as Mimer
- Susse Wold as Sif / Elle

Đức ngữ
- Christopher Lee as Thor
- Radost Bokel as Roskva
- Hans Clarin as Loki
- Manfred Erdmann as Rolf
- Alice Franz as Elda
- Dagmar Heller as Sif
- Monika John as Mutter
- Christian Tramitz as Schildkröte

Thụy ngữ
- Ernst Günther as Thor
- Ernst-Hugo Järegård as Loki
- Kyri Sjöman as Röskva
- Peter Zell as Tjalfe
- Gunnar Öhlund as Odin / Útgarða-Loki / Munin
- Margret Andersson as Sif / Hugin / The Mother
- Thomas Ungewitter as Hymir / The Father

Anh ngữ
- Stephen Thorne as Thor
- Allan Corduner as Loki
- Suzanne Jones as Roskva
- Alexander Jones as Tjalfe
- Michael Elphick as Útgarða-Loki
- John Hollis as Hymir
- Mark Jones as Odin
- Dagmar Heller as Sif
- Thomas Eje as Quark